# Forhont
Forhont čili předák je pojem užívaný při mnoha karetních hrách. Označuje se tím hráč po levici rozdávajícího.

## Forhont ve hře
Při řadě zejména zdvihových karetních hrách se pořadí hráčů zpravidla řídí ve směru hodinových ručiček. Hru zahajuje hráč sedící vlevo od hráče rozdávajícího karty, první ve směru sehrávky. V některých druzích her je jeho postavení určeno zvláštními pravidly, dostává např. při rozdání o kartu více, než ostatní hráči. 

## Přenesený význam
V hovorové češtině starší výraz být na forhontě označuje být na řadě.  